# Tereza Huříková
Tereza Huříková (Vimperk, 11 de febrero de 1987) es una deportista checa que compitió en ciclismo de montaña en la disciplina de campo a través.
Ganó una medalla de bronce en el Campeonato Europeo de Ciclismo de Montaña de 2010, una medalla de bronce en el Campeonato Mundial de Ciclismo de Montaña en Maratón de 2014 y una medalla de oro en el Campeonato Europeo de Ciclismo de Montaña en Maratón de 2014.

## Medallero internacional
| Campeonato Europeo | Campeonato Europeo | Campeonato Europeo | Campeonato Europeo         |
| Año                | Lugar              | Medalla            | Competición                |
| ------------------ | ------------------ | ------------------ | -------------------------- |
| 2010               | Haifa (Israel)     | Medalla de bronce  | Campo a través por relevos |

| Campeonato Mundial | Campeonato Mundial           | Campeonato Mundial | Campeonato Mundial |
| Año                | Lugar                        | Medalla            | Competición        |
| ------------------ | ---------------------------- | ------------------ | ------------------ |
| 2014               | Pietermaritzburg (Sudáfrica) | Medalla de bronce  | Campo a través     |
| Campeonato Europeo |                              |                    |                    |
| Año                | Lugar                        | Medalla            | Competición        |
| 2014               | Ballyhoura (Irlanda)         | Medalla de oro     | Campo a través     |